# OK
"O.K." é uma palavra do inglês americano. Equivale à expressão "Está bem!", e suas derivações, no português. É descrita como uma das expressões mais escritas e faladas no planeta.
A primeira vez que apareceu o acrônimo O.K. foi no dia 23 de março de 1839 no jornal "Boston Morning Post", cuja autoria é atribuída ao seu editor Charles Gordon Greene. Escreveu pela primeira vez O.K .

## Etimologia
A expressão pode ter diversas origens etimológicas possíveis. Ainda não se pode afirmar onde ou em que data surgiu a expressão OK.
Veja abaixo algumas opiniões sobre a origem do "O.K".
A etimologia da palavra é muito discutida. Muitos estudiosos acreditam que é uma acrónimo de "Oll Korrekt" uma forma comum de escrever "All Correct" nos anos 1830, que quer dizer "tudo está correto", cuja origem provavelmente remonta à expressão Olles kloer do baixo alemão.

### Origem Indígena norte-americana
Também se acha que provem de okeh que na língua nativa americana Choctaw significava "sim".

### Origem afro-americana
Outras teorias indicam que O.K pode ter uma origem africana e que foi levada para os EUA pelos escravos provenientes daquele continente, o que deriva da forma de afirmação latina hoc ille ou do occitano oc que significa "sim".

### Origem grega
Outra fonte possível para o OK pode ser a expressão grega transliterada a seguir: olla kalá, que significa tudo bem.

### Origem norte-americana
Outra hipótese possível é apresentada por Vance Packard, em seu livro "Nova técnica de convencer", Editora Ibrasa 1965, a expressão "OK" tenha se originado dentro dos quartéis militares durante a Guerra da Secessão. Quando as tropas voltavam para os alojamentos depois de um dia de batalha sem a morte de nenhum militar, era exposto um grande painel com os caracteres "0K", que significava "0 Killed", (que em português quer dizer "zero mortos") que era um bom sinal, pois após um dia inteiro não havia mortos, por esse motivo foi traduzido como "tudo bem".
Contudo, o termo se popularizou durante as eleições americanas de 1840 quando foi utilizado pelo partido Democrata como slogan para a campanha do então presidente Martin Van Buren, cuja alcunha era Old Kinderhook (Kinderhook era o seu local de origem) e portanto os seus apoiantes eram o chamado OK Club.